# Prophet Without Honor
Prophet Without Honor ist ein US-amerikanischer Kurzfilm aus dem Jahr 1939.

## Handlung
Der Film ist eine Kurzbiografie des Offiziers der US-Marine Matthew Fontaine Maury (1806–1873), der die gelagerten Logbücher studierte, und aus ihnen Angaben zu Winden, Windstillen, Windstärken, Strömungen und Gegenströmungen der Meere sammelte. Mit diesen Angaben veröffentlichte er 1845 die erste Wind- und Strömungskarte für die Weltmeere.

## Auszeichnungen
1940 wurde der Film in der Kategorie Bester Kurzfilm (One-Reel) für den Oscar nominiert.

## Hintergrund
Die Uraufführung der Produktion der MGM fand am 20. Mai 1939 statt.
Erzähler des Films war Produzent Carey Wilson.